# Siø Sund
Der Siø Sund (auch: Siøsund) ist ein Seitenarm des Großen Beltes, der sich zwischen den dänischen Inseln Siø und Tåsinge vom Belt aus in südwestlicher Richtung in die Dänische Südsee erstreckt.
Der Sund wird durch den Siødæmningen gequert, eine circa 1,4 km lange Kombination aus Damm und Brücke, auf der die Primærrute 9 verläuft.